# Stefan Kuhnke
Stefan Kuhnke (* 7. Januar 1959 in Bad Kreuznach) ist ein ehemaliger deutscher Steuermann im Rudern.

## Biografie
Stefan Kuhnke belegte bei den Olympischen Sommerspielen 1972 in München zusammen mit Heinz Mußmann und Bernd Krause den vierten Platz in der Zweier-mit-Steuermann-Regatta.